# Beornhæth

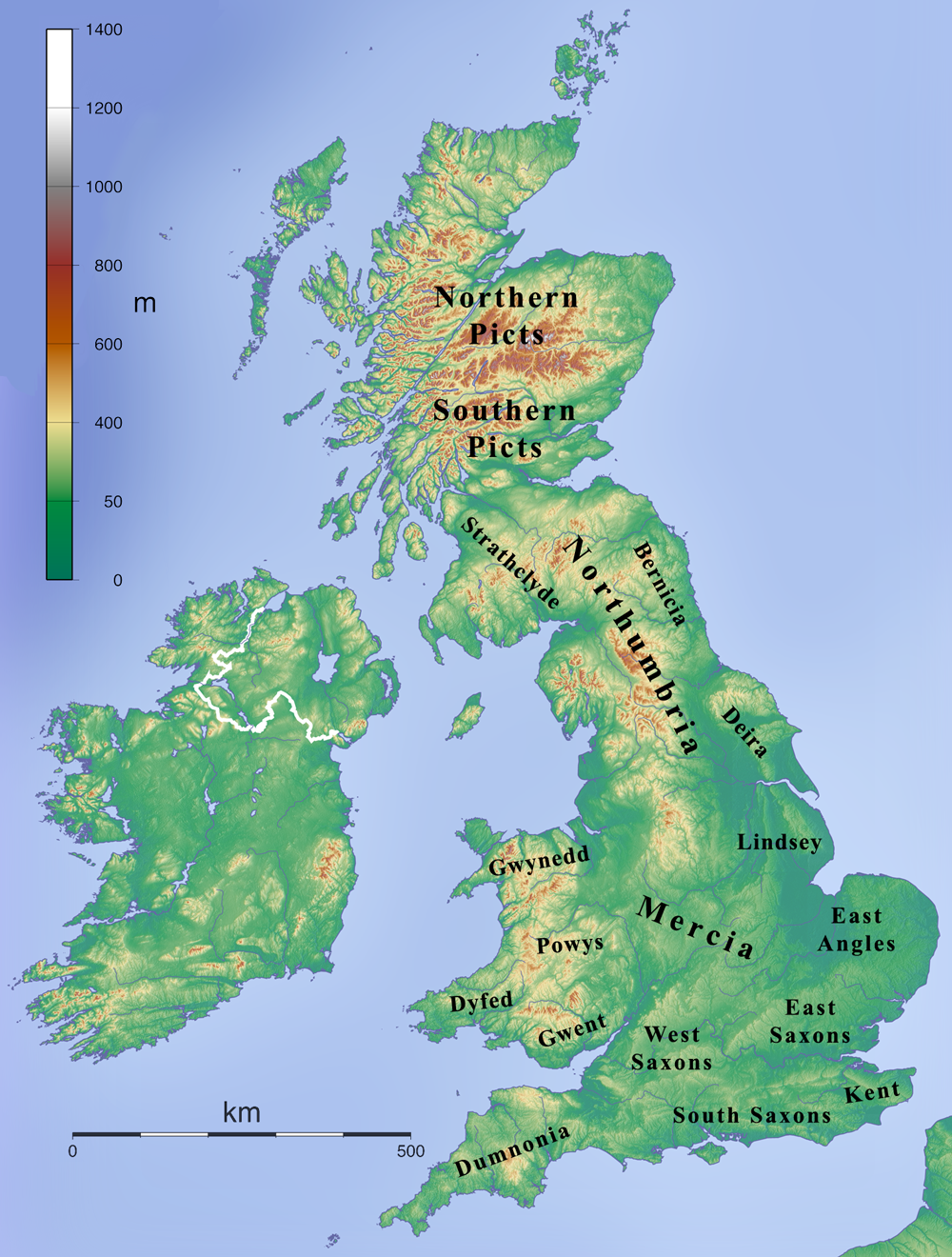
England zur Zeit von Beornhæth

Beornhæth (auch Beornheth) war um 672 ein subregulus (Unterkönig) im angelsächsischen Königreich Northumbria.

## Leben
Beornhæth war der erste seiner Familie, der von Chronisten erwähnt wurde. Er war nach König Ecgfrith (664–685) der ranghöchste northumbrische Adlige seiner Zeit und fungierte zeitweilig als königlicher Stellvertreter. Möglicherweise war er mit dem Königshaus verwandt. Nach anderer Auffassung repräsentierte er die Königsdynastie des vormals unabhängigen Königreichs Niuduera (heute etwa die Unitary Authority Fife in Schottland). Zu Beginn der 670 kam es zu einer Rebellion der von Northumbria abhängigen Pikten. Um 671/672 siegten Ecgfrith und sein als mutig geltender subregulus Beornhæth über sie und vertrieben deren König Drest.
Beornhæth wird im Liber Vitae von Durham genannt. Sein Sohn Berhtred, der das Amt eines dux regius (etwa „königlicher Feldherr“) bekleidete, fiel 698 im Kampf gegen die Pikten.